# جياكومو ديفيشي
جياكومو ديفيشي (بالإيطالية: Giacomo Devecchi)‏ مواليد 2 أبريل 1985 في مقاطعة لودي، إيطاليا، هو لاعب كرة سلة إيطالي. بدأ مسيرته الاحترافية في سنة 2001. يلعب مع دينامو باسكت ساساري. يحمل الرقم 8. يبلغ طوله 6 قدم 5 بوصة (2.0 م).

## المسيرة الاحترافية
لعب مع أولمبيا ميلانو في الدوري الإيطالي من سنة 2001 إلى 2004، ثم لعب مع سوتور باسكت مونتيجرانارو من سنة 2004 إلى 2006، ثم لعب مع دينامو باسكت ساساري في الدوري الإيطالي في سنة 2007.

## روابط خارجية
- جياكومو ديفيشي على موقع كرة السلة الأوروبية.كوم (الإنجليزية)
- جياكومو ديفيشي على موقع ريلجم (الإنجليزية)
- جياكومو ديفيشي على موقع بروبوليرز (الإنجليزية)
- جياكومو ديفيشي على موقع سبورتس رفرنس (الإنجليزية)